# Jordi Sierra i Fabra
Jordi Sierra i Fabra (Barcelona, 26 de julio de 1947) es un escritor español. Sus obras de literatura infantil y juvenil se han publicado en España y América Latina. También ha sido un estudioso de la música pop desde finales de la década de 1960. Fue uno de los fundadores del programa de la Cadena Ser El Gran Musical.

## Biografía
Fue miembro, fundador, redactor y al fin director de Popular 1 (1973-1976), revista mensual de rock, y de Super Pop. En 1972 fue finalista (cuarto puesto) del premio Planeta, y en 1979 recibió el premio Ateneo de Sevilla. En 1981 recibe su primer Premio Gran Angular de literatura juvenil, que recibe otra vez en 1983 y 1991; tiene un gran éxito con El joven Lennon, best-seller juvenil. Su obra ha sido traducida al italiano, alemán, francés, griego, búlgaro, portugués, eslovaco, neerlandés, inglés, japonés, etcétera. Algunos de sus títulos se han adaptado al cine, a la televisión o al teatro. En 2002 una encuesta declara que era el autor vivo más leído en los centros escolares de España. También lo es en las bibliotecas. En 2012 publica Mis (primeros) 400 libros. Memorias literarias de Jordi Sierra i Fabra.
Autor de literatura infantil, juvenil y de adultos ha publicado hasta el año 2021 un total de 527 libros. Su novela, Como lágrimas en la lluvia, ganó el premio Lazarillo. Es candidato por España al premio Hans Christian Andersen 2022

## Fundaciones Jordi Sierra i Fabra
La Fundación Jordi Sierra i Fabra de Barcelona, inaugurada en 2004, es una entidad privada, sin ánimo de lucro financiada por su impulsor, con el objetivo primordial de ayudar a jóvenes escritores al inicio de su carrera literaria, además de fomentar el placer por la lectura como vehículo esencial de formación. Esta fundación otorga anualmente el Premio literario Jordi Sierra i Fabra para jóvenes.
El mismo año, el autor creaba en Medellín (Colombia) la Fundación Taller de Letras Jordi Sierra i Fabra con el objetivo de fomentar la lectura y la creación literaria entre niños, jóvenes y adultos. Fue galardonada en 2010 con el Premio Internacional IBBY- ASAHI a la mejor labor de promoción de la lectura por el proyecto Formación de una comunidad lectora.

## Obras

### Narrativa y ensayo
- Miguel y yo-1975
- El mundo de las ratas doradas – Ed. Marte 1975
- ¡Pesadillas vivas! -Castillo 2008 La revolución del 32 de Diciembre – Ed. ATE 1976
- Complot en Madrid – Ed. nes Heres 1978
- Lágrimas de Sangre-falso
- Terror y muerte en los mundiales – Publicaciones Heres 1978
- Manicomio – Ed. ATE 30000
- En Canarias se ha puesto el sol – Planeta 1979
- El rollo nuestro de cada día – Ed. ATE 1980
- Planeta de locos – Ed. ATE 1981
- La noche – Ed. Clip 1991
- Los perros de la lluvia – Plaza & Janés 1991
- Unitat de plaer – Columna 1993
- El regreso de Johnny Pickup – Espasa Calpe 1995
- La piel de la memoria – Baula 1995
- Els miralls de la nit – Columna 1996
- Cuba, la noche de la jinetera – Ediciones del Bronce 1997
- Camarada Orlov – Ediciones del Bronce 1998 / Punto de Lectura 2005
- Flashback (Clau: MX) – Cruïlla 1998
- Les veus de la ciutat – Columna 1998
- Los espejos de la noche – Ediciones del Bronce 1999
- El vol del drac – Columna 1999
- Siete noches de una vida – Ediciones del Bronce 2000
- Mis salvajes rockeros – La Máscara 2000
- Regreso a La Habana – Ediciones del Bronce 2001
- El peso del silencio – Ediciones del Bronce 2002
- El tiempo del exilio, vol. 1: Los años oscuros – Planeta 2002
- El tiempo del exilio, vol. 2: Los años de la espera – Planeta 2003
- El tiempo del exilio, vol. 3: Los años rojos – Planeta 2003
- Schizoid – Pagès Editors 2004
- La pell de la revolta – Columna 2004
- Crónica de Tierra 2 – Minotauro 2005
- Assassinat a El Club – Columna 2005
- Sinaia – Columna 2007
- Regreso a la Habana – Robinbook 2007
- Diálogos – Páginas de Espuma 2009
- El asesinato de Johann Sebastian Bach – Belacqva 2010
- Querido hijo: estamos en huelga 2012

#### Serie Inspector Mascarell
1. Cuatro días de enero/ Quatre dies de gener. 2008.
2. Siete días de julio/ Set dies de juliol. 2010.
3. Cinco días de octubre/ Cinc dies d'octubre. 2011.
4. Dos días de mayo/ Dos dies de maig. 2013
5. Seis días de diciembre/ Sis dies de desembre. 2014.
6. Nueve días de abril/ Nou dies d'abril. 2015.
7. Tres días de agosto/ Tres dies d'agost. 2016.
8. Ocho días de marzo/ Vuit dies de març. 2017.
9. Diez días de junio/ Deu dies de juny. 2018.
10. Un día de septiembre y algunos de octubre/ Un dia de setembre i uns quants d'octubre. 2019.
11. Algunos días de noviembre. 2020.
12. Algunos días de enero. 2021.
13. Algunos días de febrero. 2022.
14. Algunos días de abril. 2023

Serie Comisario Soler
1. La muerte del censor - 2017
2. Filo de sable -2017
3. al otro lado del infierno -2017
4. Solo una película amarga -2018
5. Yo y Miguel-1975

### Historia
- 1962-1972 Historia de la Música Pop – Edunisa 1970
- Anexo a Historia de la Música Pop – Grupo Profesional 1973
- Mitos del pop inglés – Grupo Profesional 1973
- Història i poder del Rock Català – Edicomunicación 1977
- El libro del año – Publicaciones Heres 1977
- Historia de la Música Rock – Edicomunicación 1978-1986
- Disc-rock-grafías, el libro de oro del rock – Edicomunicación 1981
- Historia de la Música Rock – Orbis 1981-1983
- Heavy Metal Enciclopedia – Edicomunicación 1987
- Cadáveres bien parecidos (Crónica negra del rock) – Ultramar 1988
- El rock, la música de nuestro tiempo – SM 1990
- La generació rock – Columna 1991
- Diccionario de los Beatles – Plaza y Janés 1992
- Enciclopedia de los Grandes del Rock de la A a la Z – Orbis Fabri 1994-1996
- Diario de los Beatles – Plaza y Janés 1995
- El gran álbum del pop-rock – Círculo de Lectores 1997
- Cadáveres bien parecidos – La Máscara 1999 (con Jordi Bianciotto)
- La Era rock 1953-2003 – Espasa 2003
- Bob Dylan – Folio 2005 (amb Jordi Bianciotto)
- Història i poder del rock català – Enderrock 2006
- El beso azul - HarperCollins Ibérica 2015
- Historia del rock - Siruela 2016

Las historias perdidas

### Biografías
- Pink Floyd (1) – Edicomunicación 1976
- Rolling Stones (1) – Edicomunicación 1976
- Who – Edicomunicación 1000
- Beatles (1) – Edicomunicación 1976
- David Bowie – Edicomunicación 1977
- Rick Wakeman – Edicomunicación 1977
- Santana – Edicomunicación 1977
- Peter Frampton – Edicomunicación 1977
- John Lennon (1) – Edicomunicación 1978
- John Mayall – Edicomunicación1978
- Bee Gees – Edicomunicación 1978
- Bob Dylan (1) – Edicomunicación 1979
- Led Zeppelin – Edicomunicación 1979
- Rod Stewart – Edicomunicación 1980
- Miguel Bosé – Ed. ATE 1980
- John Lennon (2) – Edicomunicación 1981
- Pink Floyd (2) – Edicomunicación 1982
- Miguel Ríos – Círculo de Lectores 1985
- Bob Dylan (2) – Círculo de Lectores 1986
- Paul McCartney – Edicomunicación 1986
- Elvis Presley – Círculo de Lectores 1986
- Beatles (2) – Círculo de Lectores 1987
- Bruce Springsteen (1) – Edicomunicación 1988
- Michael Jackson – Edicomunicación 1988
- Joan Manuel Serrat – Ed.Thor 1988
- Frank Sinatra – Círculo de Lectores 1988
- Rolling Stones (2) – Círculo de Lectores 1990
- John Lennon (3) – Círculo de Lectores 1990
- John Lennon (4) – Empuries 1990
- Sting – La Magrana 1991
- Gandhi – SM 1991
- Bruce Springsteen (2) – Empuries 1992
- Me llamo Gandhi – STJ 2000
- John Lennon (5) – Ediciones Folio 2003
- Bob Dylan (3) – Ediciones Folio 2005 (con Jordi Bianciotto)
- John Lennon. Imagina que esto fue real – Panamericana (Colombia) 2005
- John Lennon, biografía – Punto de Lectura 2005
- Estimat Ronaldinho / Querido Ronaldinho – Empúries 2004 / El Aleph 2005

### Poesía
- Canciones, poemas y sentimientos – Teorema 1981

- Confieso que he soñado – Teorema 1987
- Cuentos y poemas para un mes cualquiera – Oxford 2005

### Narrativa juvenil
- El cazador – SM 1981
- ...en un lugar llamado Tierra (trilogía «El ciclo de las Tierras») – SM 1983
- Sencillamente amor – Ed. Martínez Roca 1983
- Regreso a un lugar llamado Tierra (trilogía «El ciclo de las Tierras») – SM 1986
- El testamento de un lugar llamado Tierra (trilogía «El ciclo de las Tierras») – SM 1987
- El último verano Miwok – SM 1987
- El joven Lennon – SM 1988 / Cruïlla 1992
- Cuando la lógica falla, el Sistema llama a... Zuk-1 – Pirene 1989
- Shakanjoisha – SM 1989
- La balada de Siglo XXI – SM 1989
- La guitarra de John Lennon – Timun Mas 1990
- En busca de Jim Morrison – Timun Mas 1990
- Kaopi – Alfaguara 1990
- El gran festival de rock – Timun Mas 1990
- Alma de Blues – Timun Mas 1990
- El último set – SM 1991
- Otra canción en el paraíso – Timun Mas 1991
- La fábrica de nubes - SM 1991
- Los sonidos del silencio – Timun Mas 1991
- Banda sonora – Siruela 1993 / 2006
- Una pizza para A.F.Mac, detective privado – Grijalbo Junior 1993
- Las fans – Espasa Calpe 1993
- Noche de viernes – Alfaguara 1993
- Sólo para Zuk-1 – Celeste 1994
- Malas Tierras – SM 1994
- El asesino del Sgt.Pepper's – Edebé 1994
- Nunca seremos estrellas del rock – Alfaguara 1995
- Seis historias en torno a Mario – Espasa Calpe 1995 / Planeta Oxford 2005
- El temps de l'oblit – Columna 1993
- La estrella de la mañana – SM 1996
- Noche de luna en el Estrecho – Grijalbo 1996
- Jugando en las sombras de la luz – Edebé 1996
- Zack Galaxy, una aventura intergaláctica"-Alfaguara 1996
- Zack Galaxy: Misión secreta-Alfaguara 1996
- Zack Galaxy: Persecución total -Alfaguara 1997
- Concierto en Sol Mayor (Premio Joaquim Ruyra de narrativa juvenil) – La Galera 1997
- Campos de fresas – SM 1997
- Retrato de un adolescente manchado – Bruño 1997
- La voz interior – SM 1997
- La puerta del Más Allá – Espasa 1997
- Donde esté mi corazón – Edebé 1998 (Premi CCEI)
- La música del viento – Bronce 1998
- Un hombre con un tenedor en una tierra de sopas – Bruño 1998
- La memoria de los seres perdidos – SM 1998
- Las voces del futuro – SM 1998
- Los elegidos – Edebé 1998
- Las chicas de alambre – Alfaguara 1999
- Víctor Jara (Reventando los silencios) – SM 1999
- Rabia – SM 2000
- Querido hijo: estás despedido – Alfaguara 2000
- El oro de los dioses – Bronce 2000
- Dormido sobre los espejos – Editores Asociados 2001
- Las Furias – Alfaguara 2001
- Donde el viento da la vuelta – Edebé 2001
- 97 formas de decir «Te quiero» – Bruño 2001
- Una (simple) historia de amor – Espasa 2001
- El rostro de la multitud – SM 2001
- Marte XXIII – Grupo Editorial Norma (Colombia) 2001
- 27, edad maldita – Alfaguara 2002
- Casting – SM 2002
- El dolor invisible – Diagonal / Empúries 2002
- En un lugar llamado guerra – Editores Asociados 2002
- La piel de la memoria – Edelvives 2002
- Zonas interiores – Destino 2002 / Planeta Oxford 2004
- El asesinato del profesor de matemáticas – Anaya 2004
- Tiempo muerto – Espasa 2002
- Buscando a Bob – Anaya 2005
- El mensajero del miedo – Bruño 2003
- Día de rodaje – Bruño 2003
- La canción de Mani Blay – Bruño 2003
- Sin tiempo para soñar – Bruño 2003
- Frontera – SM 2003
- Al otro lado del espejo – Destino 2005
- La guerra de mi hermano – SM 2004
- El funeral celeste – Bruño 2004
- La sonrisa del diablo – Algar 2004
- Los olvidados – Bruño 2004
- En una esquina del corazón – Bruño 2004
- Soledades de Ana – Algar 2005
- La puerta del paraíso – Edebé 2005
- El loco de la colina – Edelvives 2005
- Fuera de juego – SM 2005
- Siete minutos para la revolución – SM 2005
- El secreto de las perlas – Panamericana (Colombia) 2005
- Sin vuelta atrás – SM 2005
- ' ' Una estupenda historia de dragones y princesas más o menos  – Santillana Infantil
- Kafka y la muñeca viajera – Siruela 2006
- Llamando a las puertas del cielo – Edebé 2006
- Mendigo en la playa de oro – Pearson 2006
- Y le llamaron Colón – Edebé / Rodeira 2006
- Gauditronix – Edebé 2006
- El rastro del anillo Magno – Edelvives 2006
- L'assassinat del professor de matemàtiques – Barcanova 2006
- Kafka i la nina que se'n va anar de viatge / Kafka y la muñeca viajera / Kafka eta panpina bidaiaria – Empúries 2008 / Siruela 2006 / Elkar 2008
- Los dientes del dragón – SM 2007
- Las fronteras del infierno – SM 2007
- Radiografia de noia amb tatuatge / Radiografía de chica con tatuaje – La Galera 2007
- Els focs de la memòria / Los fuegos de la memoria – Bromera 2008 / Algar 2008
- Lágrimas de sangre – Alfaguara 2008
- Les filles de les tempestes, vol.1: L'enigma maia / Las hijas de las tormentas, vol.1: El enigma maya – Edebé 2008
- Una dulce historia de mariposas y libélulas – Siruela 2008
- Los ojos del alma – Pearson 2008
- Les filles de les tempestes, vol.2: La creu del Nil / Las hijas de las tormentas, vol.2: La cruz del Nilo – Edebé 2008
- Yo – SM 2008
- Núvols al cel / Nubes en el cielo – Intermón Oxfam 2008
- Trilogía de las tierras – Siruela 2008
- L'empremta del silenci – Columna 2009
- Les filles de les tempestes, vol.3: El cinquè cristall / Las hijas de las tormentas, vol.3: El quinto cristal – Edebé 2009
- Las guerras de Diego – Siruela 2009
- Anatomia d'un «incident aïllat» – Cruïlla 2009
- Pel·lícula verge (Contes perversos) / Película virgen (Cuentos perversos) – Intermón Oxfam 2009
- La isla del poeta – Siruela 2009
- Poe – Zorro Rojo 2009
- Només tu... – Columna 2009
- Sala de conflictes / Sala de conflictos – Baula / Edelvives 2009
- La resta és silenci – Àbacus 2009
- Historia de un Segundo - Editorial SM 2010
- La nueva tierra – Alfaguara 2010
- La modelo descalza – Siruela 2010
- Tester (Provador) / Tester (Probador) – Edebé 2010
- El caso del falso accidente (Berta Mir 1) – Siruela 2010
- La noche de Sant Jordi -  Alfaguara 2011
- Querido hijo: estamos en huelga – Alfaguara 2012
- " Quizás mañana la palabra amor ... " -- SM 2012
- El extraordinario ingenio parlante del profesor Palermo / L’extraordinari enginy parlant del professor Palermo – La Galera 2013
- Parco – Anaya 20913
- El corazón de jade / El cor de jade — SM/Cruïlla 2013
- El caso del martillo Blanco (Berta Mir 4) — Siruela 2013
- También fueron jóvenes / També van ser joves — Bambú 2013
- 1714 – La Galera 2013
- La sang de la terra – Onada 2014
- Efectos especiales / Efektu bereziak – Edelvives 2014 / Ibaizabal 2017
- Desnuda – SM 2014
- Por un puñado de besos (Un poco de abril, algo de mayo, todo septiembre) / Per un grapat de petons – Montena / Bromera 2014
- Zigzag – Alfaguara 2014
- El caso del asesino invisible (Berta Mir 5) – Siruela 2014
- Al sur de Ninguna Parte – Edebé 2014
- Todas las chicas se llaman Clara – Destino 2015
- Sòc una màquina! / ¡Soy una máquina! – Bromera/Algar 2015
- El aprendiz de brujo y Los Invisibles – Edebé 2016
- Les paraules ferides - Àmsterdam 2016
- Cuentos cortos de animales en peligro - Bruño 2016
- Nadie al otro lado - SM 2016
- Querido hijo tienes cuatro padres - SM 2017
- Paradise Rock - SM 2017
- Tambè van ser joves - Bambú 2017
- Una bolsa de patatas fritas en la Polinesia - SM 2018
- La venganza del profesor de matemáticas - 2018
- El verano de la pelota de goma viajera  - Barcanova 2018
- Que no vayan a por ti - SM 2018
- El gran sueño - Santillana Educación 2018
- Palmyra -  2018
- 36 preguntas para conocerte y 4 minutos para amarte – Edebé 2018
- Lo que yo pienso (de todo) / El que penso (sobre tot) / O que eu credo (de todo) – Kalandraka 2018
- Días malos (pero malos, malos, malos) / Dies dolents (però dolents de debò) – Algar / Bromera 2018
- Querido hijo estamos en huelga
- El fabuloso mundo de las letras
- El asesinato de la profesora de lengua

### Otros
- Mitología pop española – Ed. Marte 1973
- Barcelona insólita – SM 1991
- Antología de textos – SM 1996
- 50 raons per SER / NO SER del Barça – Columna 2000
- La página escrita — SM 2006
- ¡Qué fuerte! - Planeta Cómic 2012

## Premios y distinciones (selección)
- 1975 Premio Villa de Bilbao
- 1979 Premio Ateneo de Sevilla
- 1996 Premio im Ruyra de narrativa juvenil, por Concert en sol major
- 2003 Premio Ramón Muntaner de literatura juvenil, por L'altra banda del mirall
- 2004 Premio Néstor Luján de novela histórica, por Amor de la revolta

- 2005 Premio Fiter i Rossell por Sinnaia
- 2007 Premio Nacional de literatura infantil y juvenil de las Letras Españolas, por Kafka y la muñeca viajera.
- 2007 Premio Bancaixa de narrativa juvenil, por Els focs de la memoria[2]
- 2011 Premio Barcanova, por L'estrany
- 2012 Premio Vicent Silvestre, por El día que en Gluck va arribar a la Terra[3]
- 2012. Premio Cervantes Chico por el conjunto de toda la obra y el compromiso cultural de las Fundaciones Jordi Sierra i Fabra en España y Colombia.[4]
- 2013. Premio Anaya de Literatura Infantil y Juvenil[5]
- 2013. Premio Jóvenes Lectores La Galera por El extraordinario ingenio parlante del profesor Palermo[6]
- 2013. Premio Iberoamericano de LIJ por el conjunto de la obra.[4]
- 2016 Premio Edebé de Literatura Infantil y Juvenil, por El aprendiz de brujo y los invisibles[7]
- 2017- Medalla de Oro al Mérito en las Bellas Artes (Ministerio de Cultura y Deportes)[8]
- 2018-  Medalla de Oro al Mérito en las Bellas Artes Por el conjunto de su obra en el campo de la literatura infantil y juvenil.
- 2018 Creu de Sant Jordi, otorgada por la Generalidad de Cataluña.
- 2020 Premio Lazarillo, por Como lágrimas en la lluvia.
- 2021 Premio criticón por Gremio as Palabras heridas.
- 2022